# Cirrhinus molitorella
Cirrhinus molitorella är en fiskart som först beskrevs av Valenciennes, 1844.  Cirrhinus molitorella ingår i släktet Cirrhinus och familjen karpfiskar. IUCN kategoriserar arten globalt som livskraftig. Inga underarter finns listade i Catalogue of Life.